# Raide-Jokeri 2
Raide-Jokeri 2 (finnois : Raide-Jokeri 2) est un projet de ligne de tramway à Helsinki et Vantaa en Finlande.

## Présentation
Raide-Jokeri 2 est une ligne de tramway de 22 kilomètres prévue entre Vuosaari à Helsinki et Myyrmäki à Vantaa,. Elle remplacerait la ligne Runkolinja 560.
La ligne transversale comprendrait, entre autres, Kontula, Malmi, Tuomarinkylä, Paloheina et Kuninkaantammi.
À la station de métro Mellunmäki, la ligne croiserait la ligne 570 et à l'aéroport de Malmi elle croiserait la ligne Viikki–Malmi,.

## Avancement du projet
Aucune décision n'a été prise concernant la construction.
La ligne de  tramway pourrait être construite par étapes afin que la section Vuosaari–Kontula–Malmi la plus demandée de l'itinéraire, soit construite en premier.
Le nombre estimé de passagers pour l'ensemble de la ligne est de 75 000 par jour en 2050.